# Stella Mooney
Stella Mooney (gebürtig Angelika Knöferle, verheiratet Angelika Schell; * 17. Oktober 1947 in Ingolstadt) ist eine ehemalige deutsche Schauspielerin.

## Leben
Angelika Knöferle absolvierte von 1951 bis 1961 eine Ballettausbildung bei Margit Oswald. Bereits 1955 trat sie am Staatstheater am Gärtnerplatz in der Nussknacker-Suite auf. Sie erhielt von 1952 bis 1966 Akkordeon- und Klavierunterricht sowie von 1958 bis 1966 eine Gesangsausbildung. 1966/1967 studierte sie am Richard-Strauss-Konservatorium München. 1967/1968 nahm sie Schauspielunterricht bei Annemarie Hanschke. 
Sie wurde dann freie Schauspielerin, die vorwiegend auf Tourneen gastierte. Bald hatte sie Bühnenerfolge, vor allem als Sheila in dem Musical Hair (1968/1969). Dabei machte sie auch als Sängerin auf sich aufmerksam.
Mooneys Filmkarriere begann 1969 mit der Erotikkomödie Graf Porno und seine Mädchen. Ihre bekannteste Rolle spielte sie als Nichte von Heinz Erhardt in dem Werner-Jacobs-Film Was ist denn bloß mit Willi los?
Später war sie in verschiedenen Fernsehserien zu sehen, darunter dauerhaft als Vivi Carlson in Butler Parker. Sie trat in vielen Fernsehshows auf, unter anderem wiederholt bei der italienischen RAI und veröffentlichte mehrere Schallplatten. Schon in den 1980er Jahren gab sie nur noch selten Gastspiele.
Mooney war bis zu seinem Tod im Juni 2019 mit dem schweizerischen Schauspieler Carl Schell verheiratet.

## Filmografie (Auswahl)
- 1969: Graf Porno und seine Mädchen
- 1969: Der Kommissar: Schrei vor dem Fenster
- 1969: Gestern gelesen: Egon, der Standhafte
- 1970: Schwabing so, so – oder so?
- 1970: Dem Täter auf der Spur: Frau gesucht
- 1970: Was ist denn bloß mit Willi los?
- 1970: Mein Freund Bunbury
- 1971: Die Blume von Hawaii
- 1971: Graf Luckner: Gold für Bierbaum
- 1972–1973: Butler Parker (Fernsehserie)
- 1975: Die großen Detektive: In geheimer Mission
- 1978: Derrick: Tod eines Fans